# ジョシュ・シンプソン
ジョシュア・クリストファー・"ジョシュ"・シンプソン（Joshua Christopher "Josh" Simpson, 1983年5月15日 - ）は、カナダ・バーナビー出身の元同国代表サッカー選手。現役時代のポジションはFW（左ウィング）。

## 経歴

### 初期
ブリティッシュコロンビア州のバーナビーで生まれると、サッカー奨学金でポートランド大学に入学しキャリアを始めた。2004年に同胞のアドリアン・セリューと共にミルウォールFCへ入団、プリマス・アーガイルFC戦でデビューをした。2006年5月23日、ドイツの1.FCカイザースラウテルンと3年契約を結んだ。

### トルコ時代
2009年6月25日にスュペル・リグのマニサスポルと契約するためにドイツを去った。2010年9月26日、ホームにスィヴァススポルを迎えた試合でキャリア初のハットトリックを決め3-0で勝利した。2011年2月22日に、クラブと2013-14シーズン終了までの契約を新たに結んだ。2010-11シーズンは、12ゴールを決める活躍でクラブを10位に押し上げた。ジャジャ、オルジャン・アドゥンと並び得点ランク7位になった。2011-12シーズン開幕戦である9月10日のトラブゾンスポル戦で、アリザ・マククラと交代で後半から出場すると、1点のビハインドを負う中で88分に同点ゴールを決めた。2012年1月16日、1-2で敗北したフェネルバフチェSK相手にシーズン2ゴール目を決めたが、その翌日に賃金未払いによりクラブと契約解除したことを発表した。

### スイス時代
2012年1月19日にBSCヤングボーイズと3年契約を結んだ。2月12日のFCシオン戦にダヴィド・デゲンと交代で後半から出場、1-0でデビュー戦を勝利で飾った。5月23日のシーズン最終戦FCバーゼルとの試合で腓骨を骨折。全治3ヶ月のと診断され、前週からカナダ代表として招集されていた2014 FIFAワールドカップ・北中米カリブ海予選3次予選（最終予選）欠場を余儀なくされた。
2013-14シーズン限りでヤングボーイズを退団し、2015年5月に現役引退を表明。翌年3月、3.リーガ（スイス7部相当）のFCムリ＝ギュムリゲンに加入し現役に復帰した。

### 代表歴
U-20代表として2003 FIFAワールドユース選手権を戦い、ブルキナファソ相手に唯一となるゴールを決め、準々決勝進出に貢献した。2001 FIFAワールドユース選手権でもメンバーに選出されていたが、この時はスタメンどころかベンチ入りもしなかった。
2004年1月のバルバドスとの親善試合でA代表デビュー。2009 CONCACAFゴールドカップでは23名のメンバーに入り、勝ち点7・無敗でグループリーグ首位通過するも準々決勝ホンジュラス戦で敗退した。2010年9月7日の同じくホンジュラス戦で、代表初ゴールを決め2-1で勝利した。
2011 CONCACAFゴールドカップでグループリーグ敗退となった後、2011年9月2日にBMOフィールドで行われた2014 FIFAワールドカップ・北中米カリブ海予選2次予選初戦のセントルシア相手に2ゴールを決めた。2ヶ月後の2次予選4-0で勝利したセントクリストファー・ネイビス戦で代表通算4ゴール目を決めた。12月上旬、2011年度のカナダ年間最優秀選手の最終候補にドウェイン・デ・ロサリオ、シメオン・ジャクソンと共に名を連ねたが、12月14日の発表の結果その座はデ・ロサリオに渡り自身は3位に終わった。